# Le Roman de Daisy
Pour plus de détails, voir Fiche technique et Distribution.
Le Roman de Daisy (titre original : Carolyn of the Corners) est un film muet américain de Robert Thornby, sorti en 1919.

## Synopsis
Joseph Stagg, homme au caractère grincheux, vit avec sa femme de ménage, Tante Rose, dans un village de la Nouvelle-Angleterre. Marchand éminent de la ville, il reçoit un jour une lettre l'informant que sa sœur et son beau-frère se sont noyés lors d'un naufrage. Joseph accueille sa nièce, Carolyn, et son chien, Prince. Carolyn rencontre Amanda Parlow, une femme du village, et découvre qu'Amanda et son oncle Joe ont eu une liaison il y a des années, et cette rupture a laissé Joe blessé et amer. Carolyn décide de les réconcilier, mais un incendie de forêt qui se déclenche dans la montagne où se trouvent Amanda et Carolyn met ses plans et sa vie en danger.

## Fiche technique
- Titre original : Carolyn of the Corners
- Titre français : Le Roman de Daisy
- Réalisation : Robert Thornby
- Scénario : Frank S. Beresford, d'après un roman de Ruth Belmore Endicott
- Société de Production : Anderson-Brunton Company
- Pays de production : États-Unis
- Couleur : Noir et Blanc
- Format : 1,33 : 1
- Son : muet
- Dates de sortie : 
  - États-Unis : 9 mars 1919
  - France : 21 mai 1920

## Distribution
- Bessie Love : Carolyn May Cameron
- Charles Edler : Joseph Stagg
- Mitchell Lewis : Soctty McGee
- Grace Darmond : Hester Stanton
- Charlotte Mineau : Amanda Parlow
- Eunice Moore : Tante Rose
- Margaret Cullington
- Pauline Pulliam